# Domenicane del Santo Nome di Gesù
Le Domenicane del Santo Nome di Gesù (in francese Dominicaines du Saint-Nom de Jésus) sono un istituto religioso femminile di diritto pontificio: le suore di questa congregazione pospongono al loro nome la sigla S.N.J.

## Storia
Le origini della congregazione risalgono alla scuola fondata a Tolosa dal sacerdote François Vincent dopo la rivoluzione francese: nel 1800 Vincent propose alle maestre di costituirsi in congregazione religiosa ed esse accettarono.
Accanto ai collegi a pagamento per le ragazze della buona società, le suore gestivano scuole gratuite per i poveri.
In principio la spiritualità della congregazione era fortemente marcata da quella della Compagnia di Gesù ma la terza priora generale, vedendo segni di crisi, cercò di appoggiare l'istituto all'ordine domenicano. Gli statuti furono quindi riscritti da Hyacinthe-Marie Cormier e poi rivisti da Thomas Coconnier, frati predicatori.
L'istituto ricevette il pontificio decreto di lode il 4 maggio 1870 e le sue costituzioni furono approvate l'8 settembre 1873; fu affiliato all'ordine domenicano per decreto del maestro generale il 4 agosto 1886.

## Attività e diffusione
La principale attività della congregazione è l'insegnamento.
Le suore sono presenti in varie località della Francia; la sede generalizia è a Tolosa.
Alla fine del 2011 la congregazione contava 35 religiose in 7 case.